# Chloe Ferrari
Chloe Ferrari (* 21. Juli 1992 in Fresno) ist eine US-amerikanische Volleyballspielerin.

## Karriere
Ferrari begann an der Buchanan High School mit dem Volleyball. Von 2010 bis 2014 studierte sie an der University of San Diego und spielte in deren Universitätsmannschaft. Nach einem Kreuzbandriss, den sie im November 2012 erlitt, fiel die Mittelblockerin acht Monate lang aus. 2014 wechselte Ferrari zum deutschen Bundesligisten Dresdner SC, bei dem sie aber wegen Knieproblemen nicht zum Einsatz kam und den Verein daher im Februar 2015 wieder verließ.